# Project Zomboid
Project Zomboid is een open wereld survival horror computerspel dat ontwikkeld wordt door The Indie Stone. Het spel speelt zich af in een post-apocalyptische wereld die geteisterd wordt door zombies. In het spel moet de speler proberen om zo lang mogelijk te overleven, voordat hij onvermijdelijk sterft. Verder was Project Zomboid een van de eerste vijf games die werd uitgebracht op de alpha-financieringssectie van de gamingportal Desura.
The Indie Stone ondervonden een grote tegenslag binnen de indie gaming gemeenschap vanwege de diefstal van twee laptops met de code voor Project Zomboid. Sindsdien is Project Zomboid verschenen op Steam Early Access en blijft het tot op de dag van vandaag in ontwikkeling. Project Zomboid is de eerste commercieel uitgebrachte game van The Indie Stone.

## Gameplay
In Project Zomboid is het doel om te overleven in het deels fictieve Knox County, Kentucky. Het speelgebied is voor een groot deel gebaseerd op het gebied in en rondom Louisville, Muldraugh en West Point. Vanwege een zombie-uitbraak in de zomer van 1993 is het gebied door de regering in quarantaine geplaatst. De speler moet aspecten zoals honger, vermoeidheid, pijn en mentale stabiliteit onder controle houden om in leven te blijven. Dit wordt gedaan door het zoeken van spullen, waarbij de speler rondzwervende zombies moet vermijden. Het spel maakt gebruik van de traditionele langzaam bewegende zombies in Romero-stijl, hoewel sommige zombies sneller zijn dan anderen.
Het spel heeft twee gameplay-modes: survival en sandbox. In de overlevingsmodus moet de speler eerst een personage maken en vervolgens zo lang mogelijk overleven, nadat het personage in een van de vier steden in Knox County is gestart. De vier steden in Knox County zijn Muldraugh, Riverside, Rosewood of West Point. Naast deze steden zijn er ook nog andere bezienswaardigheden. Verder kunnen spelers met de sandbox-modus verschillende gameplay-aspecten van het spel wijzigen, zoals de snelheid en het aantal zombies die de wereld bewonen, weersomstandigheden en de beschikbaarheid van bepaalde items in de wereld.
Daarnaast bevat het spel een reeks uitdagingen, die afwijken van de traditionele gameplay van survival-spellen. Dit omvat de "last stand"-modus, waarbij de speler moet overleven tegen golven van zombies of een continue stroom van zombies. In deze modus wordt geld verdiend voor het doden van zombies, wat vervolgens gebruikt kan worden voor munitie en wapens. Bij het maken van een personage moet de speler een beroep kiezen (elk met zijn eigen voordelen) en de eigenschappen van het personage. Aan elke eigenschap is een puntenwaarde toegewezen, positief of negatief, afhankelijk van of het een goede of een slechte eigenschap is. De speler begint met maximaal 8 beschikbare eigenschapspunten, die gebruikt kunnen worden voor positieve of negatieve eigenschappen. De speler heeft minimaal 0 punten nodig om door te gaan en het spel te spelen. Het aantal beschikbare eigenschapspunten wordt beïnvloed door het beroep dat gekozen wordt door de speler.

## Ontwikkeling
Project Zomboid is voor het eerst uitgebracht op 25 april 2011 als een technische demo. Het is geschreven in Java vanwege zijn draagbaarheid, waarbij gebruik gemaakt wordt van LWJGL. Vanaf 8 november 2013 werd Project Zomboid uitgebracht op Steam's Early Access. Verder werd in februari 2014 voor het eerst een multiplayer-versie van het spel uitgebracht.

### Illegale kopieën
In juni 2011, kort nadat het spel uitgebracht werd als betaalde pre-alpha techdemo, lekte de game uit en werden ongeautoriseerde kopieën verspreid naar vele andere websites. De ongeautoriseerde versie van het spel zorgde ervoor dat het spel gedownload kon worden van Project Zomboid's servers door op "Update Now" te klikken. Dit gebeurde namelijk ongeacht of de gebruiker de nieuwste versie al had. De betaalde versie werd offline gehaald, vanwege de hoge serverkosten die het gevolg zouden zijn van deze downloads. De volgende dag werd in plaats hiervan een gratis "openbare tech-demo" uitgebracht.

### Diefstal
Op 15 oktober 2011 werd ingebroken in de flat van de twee ontwikkelaars van de game. Bij de inbraak werden twee laptops uit de flat gestolen, welke grote hoeveelheden van de oorspronkelijke code van het spel bevatten. Van deze code was geen externe back-up gemaakt. Dit resulteerde in ernstige vertragingen in de ontwikkeling van het spel. Vanwege deze tegenslag gaven ze een presentatie bij Rezzed getiteld "How (not) to make a video game", waarbij ze over een aantal lessen vertellen die ze hebben geleerd sinds het begin van het project.